# واين كيمب
واين كيمب (بالإنجليزية: Wayne Kemp)‏ هو مغن مؤلف أمريكي، ولد في 1 يونيو 1941 في غرينوود في الولايات المتحدة، وتوفي في 9 مارس 2015 في لافاييت في الولايات المتحدة.

## وصلات خارجية
- واين كيمب على موقع IMDb (الإنجليزية)
- واين كيمب على موقع ميوزك برينز (الإنجليزية)
- واين كيمب على موقع ديسكوغز (الإنجليزية)